# Crispin Blunt
Crispin Jeremy Rupert Blunt, född 15 juli 1960 i Tyskland, är en brittisk konservativ politiker. Han är ledamot av underhuset för Reigate sedan 1997.
Han har tagit examen i statsvetenskap och arbetat inom armén. Under sin tid i armén var han, förutom i Storbritannien, även stationerad på Cypern och i Tyskland.
År 1993 blev han rådgivare till försvarsminister Malcolm Rifkind. Han hade flera poster i skuggkabinetten under 2000-talet.